# 2533 Фечтіґ
2533 Фечтіґ (2533 Fechtig) — астероїд головного поясу, відкритий 3 листопада 1905 року.
Тіссеранів параметр щодо Юпітера — 3,200.